# Страшни суд
Судњи дан или страшни суд у есхатолошким религијама представља веровање у последњи и коначни суд који ће на крају историје бити изведен над људима, тако да раздвоји праведне од грешних, након чега ће праведни као награду задобити вечни живот а грешни коначну смрт као казну.
У хришћанству је учење о свеопштем васкрсењу, једно од основних догми. Између осталог, оно је саставни део Никејско-цариградског симбола вере сачуваног од Христових апостола. 
Православни хришћани верују да ће Исус Христос судити свим народима, када дође у слави и сви свети анђели са њим (Матеј 25:31). 